# Charlotte Lennox (escritora)
Charlotte Lennox (de soltera Ramsay, c. 1730 - 4 de enero de 1804), fue una novelista, dramaturga y poeta escocesa. 

## Biografía
Recordada principalmente como la autora de The Female Quixote; or, The Adventures of Arabella [El Quijote femenino; o, Las aventuras de Arabella], y por su asociación con Samuel Johnson, Joshua Reynolds y Samuel Richardson.
Se dispone de muy poca información directa sobre su biografía anterior a la vida pública, y los biógrafos han extrapolado de su primera novela elementos que parecen semiautobiográficos.
Charlotte Lennox nació en Gibraltar. Su padre, James Ramsay de Dalhousie, era un capitán escocés en el ejército británico, y su madre, Catherine,  (de soltera Tisdall, fallecida en 1765), era escocesa e irlandesa. Fue bautizada como Barbara Charlotte Ramsay.
Charlotte vivió durante los primeros diez años de su vida en Inglaterra con su padre, que era teniente de la guardia, antes de que su familia se mudara a Albany, Nueva York en 1738, donde su padre fue teniente gobernador, que murió en 1742. Ella y su madre permanecieron en Nueva York durante varios años más.
La conmoción que experimentó Lennox ante la vida en las colonias probablemente sirvió de inspiración en sus primeras y últimas novelas, Harriot Stuart (1750) y Euphemia (1790). A la edad de 13 años, fue enviada a Londres como acompañante de su tía materna Mary Lucking, pero a su llegada se encontró con que su futura tutora parecía haberse vuelto "trastornada" tras la muerte de su hijo. Como el puesto ya no estaba disponible, Charlotte se convirtió en la compañera de Lady Isabella Finch, a quien le habían llamado la atención los escritos de Lennox.
El primer volumen de poesía de Lennox, Poems on Several Occasions, publicado en 1747, estaba dedicado a Lady Isabella y se centraba en parte en temas de amistad e independencia femenina.
Se estaba preparando para ocupar un puesto en la corte, pero su matrimonio con Alexander Lennox y su decisión de dedicarse a la actuación (y así obtener sus propios ingresos) lo impidieron. El único empleo conocido de su esposo fue en la oficina de aduanas de 1773 a 1782, y se informó que fue un beneficio entregado por el duque de Newcastle como retribución para su esposa. ambién reclamó ser el heredero legítimo del conde de Lennox en 1768, pero la Cámara de los Lores rechazó sus afirmaciones sobre la base de la bastardía, o sus "desgracias de nacimiento", como Charlotte las describió con tacto.
A partir de 1746, a la edad de 17 años, Lennox se dedicó a la actuación, asumiendo por primera vez un papel público tras alejarse de una vida de mecenazgo aristocrático. Actuó en una serie de dramas "cívicos" de diversa popularidad en Teatro Drury Lane que trataban temas sociales de política y género.
Después de la publicación de sus primeros poemas, comenzó a pasar de la actuación a la escritura, aunque participó de una función en Richmond en 1748 y tuvo una noche benéfica en el Teatro Haymarket en una producción de The Mourning Bride en 1750. En este mismo año publicó su poema más exitoso, The Art of Coquetry, en The Gentleman's Magazine.
Conoció a Samuel Johnson en esa época y él la tenía en alta estima. Cuando apareció su primera novela, La vida de Harriot Stuart, escrita por ella misma, Johnson organizó una fastuosa fiesta para Lennox, con una corona de laurel y una tarta de manzana que contenía laurel (bay leaf). Johnson la consideró superior a sus otras amigas literarias, Elizabeth Carter, Hannah More y Frances Burney, debido a sus esfuerzos por profesionalizar su carrera como escritora, en lugar de escribir de forma anónima. Se aseguró de que Lennox fuera presentada a miembros importantes de la escena literaria de Londres.
Sin embargo, las mujeres del círculo de Johnson no apreciaban a Lennox. Hester Thrale, Elizabeth Carter y Mary Wortley Montagu, todas ellas miembros de la Sociedad Bluestocking, la criticaban por sus labores domésticas (sobre las que incluso Lennox bromeaba), por su personalidad ostensiblemente desagradable o por su mal carácter. La veían específicamente como una incendiaria.
Samuel Richardson y Samuel Johnson revisaron la segunda y más exitosa novela de Lennox, The Female Quixote, or, The Adventures of Arabella. Henry Fielding lo elogió en su Covent Garden Journal y ganó cierta popularidad. Fue reimpreso y empaquetado en una serie de grandes novelas en 1783, 1799 y 1810, y traducido al alemán en 1754, al francés en 1773 y 1801 y al español en 1808. La novela invierte formalmente a Don Quijote⁣: así como Don Quijote se confunde con el héroe caballeresco de un romance, Arabella se confunde con el amor de soltera de un romance. Mientras que Don Quijote cree que es su deber alabar a las damiselas platónicamente puras que conoce (como la granjera que ama), Arabella cree que está en su poder matar con una mirada y que sus amantes tienen el deber de sufrir calvarios en su nombre.
El Quijote Femenino fue oficialmente anónimo y técnicamente no reconocido hasta después de la muerte de Lennox. Sin embargo, el anonimato era un secreto a voces, ya que sus otras obras se anunciaban como "la autora de El Quijote Femenino", pero ninguna versión publicada de El Quijote Femenino llevó su nombre durante su vida. El traductor/censor de la versión en español, Bernardo María de Calzada, se apropió del texto afirmando "escrito en inglés de autor desconocido y en español por D. Bernardo", a pesar de que no dominaba el inglés y solo había traducido al español una traducción anterior al francés, que ya estaba censurado. En el prefacio, de Calzada también advierte al lector de la cuestionable calidad del texto, ya que los buenos textos británicos únicamente fueron escritos por "Fyelding" [sic] y Richardson, los dos autores de fama internacional, en contraste con los "romances" a menudo mecánicos producidos por varios nombres como el de Edmund Curll o los romances satíricos bajo seudónimos únicos que no eran principalmente novelas.
Joseph Baretti le enseñó italiano a Lennox, y varias personas la ayudaron a traducir El teatro griego del padre Brumoy, el estudio francés más influyente sobre la tragedia griega a mediados del siglo XVIII. En 1755 tradujo Memorias de Maximiliano de Béthune, duque de Sully, que se vendió bien. Al aprender varios idiomas, Charlotte Lennox se interesó por las fuentes de las obras de William Shakespeare. En 1753, Andrew Millar publicó los primeros dos volúmenes de Shakespeare Illustrated, considerado por muchos estudiosos como la primera obra feminista de crítica literaria, y el tercer volumen apareció en 1754. En esta crítica literaria feminista, Lennox analiza extensamente las fuentes de Shakespeare y presta especial atención a la tradición romántica en la que se basó Shakespeare. Su principal crítica es que sus obras despojan a los personajes femeninos de su autoridad original, "quitándoles el poder y la independencia moral que les habían dado los antiguos romances y novelas".
Samuel Johnson escribió la dedicatoria de la obra, pero otros criticaron su tratamiento, en palabras de David Garrick, por "un autor tan grande y excelente". Aunque el patrocinio de Johnson protegió su reputación impresa, el mundo literario se vengó con la presentación de su obra, The Sister, basada en su tercera novela, Henrietta. Varios grupos de asistentes se concertaron para abuchear la obra desde el escenario en su noche de estreno, aunque pasó a varias ediciones impresas.
Su tercera novela, Henrietta, apareció en 1758 y se vendió bien, pero no le reportó dinero. De 1760 a 1761 escribió para el periódico The Lady's Museum material que eventualmente comprendería su novela Sophia de 1762. David Garrick produjo su Old City Manners en Theatre Royal, Drury Lane en 1775 (una adaptación de Eastward Ho de Ben Jonson).
Finalmente, en 1790, publicó Euphemia, su última novela, con poco éxito, ya que el interés del público por las novelas románticas parecía haber decaído. Euphemia es una novela epistolar ambientada en el estado de Nueva York antes de la Revolución estadounidense.
Lennox tuvo dos hijos que sobrevivieron a la infancia: Harriot Holles Lennox (1765–1802/4) y George Lewis Lennox (nacido en 1771).
Estuvo separada de su esposo durante muchos años y finalmente se separaron en 1793. Charlotte luego vivió en una "penuria solitaria" por el resto de su vida, dependiendo del apoyo del Fondo Literario.
Murió el 4 de enero de 1804 en Londres y fue enterrada en una tumba sin nombre en el cementerio de Broad Court, Covent Garden.
Durante el siglo XIX, The Female Quijote siguió siendo moderadamente popular. En el siglo XX, académicas feministas como Janet Todd, Jane Spencer y Nancy Armstrong han elogiado la habilidad y la inventiva de Lennox.

## Obras

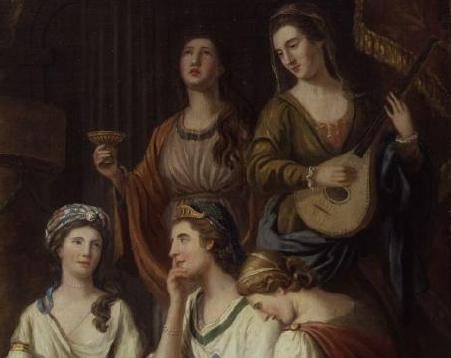
Lennox (de pie, a la derecha, con cistro), en compañía de otras "bluestockings", por Richard Samuel, 1778).

### Poesías
- Poems on Several Occasions [Poemas para diversas ocasiones] (1747)[7]
- The Art of Coquetry (1750)[8]
- Birthday Ode to the Princess of Wale [Oda al cumpleaños de la Princesa de Gales][9]

### Novelas
- The Life of Harriot Stuart [La vida de Harriot Stuart] (1751)[10]
- The Female Quixote[El Quijote femenino] (1752)[11]
- Henrietta (1758)[12]
- Sophia (1762)[13]
- Eliza (1766)[14]
- Euphemia (1790)[15]
- Hermione (1791)

### Obras de teatro
- Philander (1758)[16]
- The Sister [La hermana] (1769)[17]
- Modales de la ciudad vieja (1775)[18]

### Crítica literaria
- Shakespeare [sic] Illustrated (1753-1754)[19]

### Periódico
- The Lady's Museum (1760-1761)[20]

### Traducciones
- 1756 - Memorias de Maximiliano de Bethune, duque de Sully.[21]
- 1756 - Las memorias de la condesa de Berci.[22]
- 1757 - Memoirs for the History of Madame de Maintenon and of the Last Age.[23]
- 1759 - El Teatro Griego del Padre Brumoy.[24]
- 1774 - Meditaciones y oraciones penitenciales de la duquesa de la Valière.[25]